# Òrcades prehistòriques

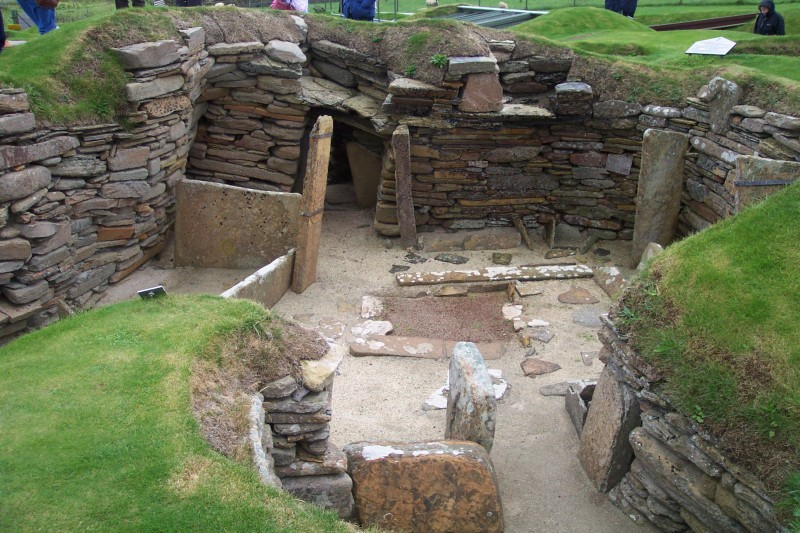
Skara Brae, a les Òrcades, és, fins al moment, la població neolítica europea millor conservada del nord d'Europa

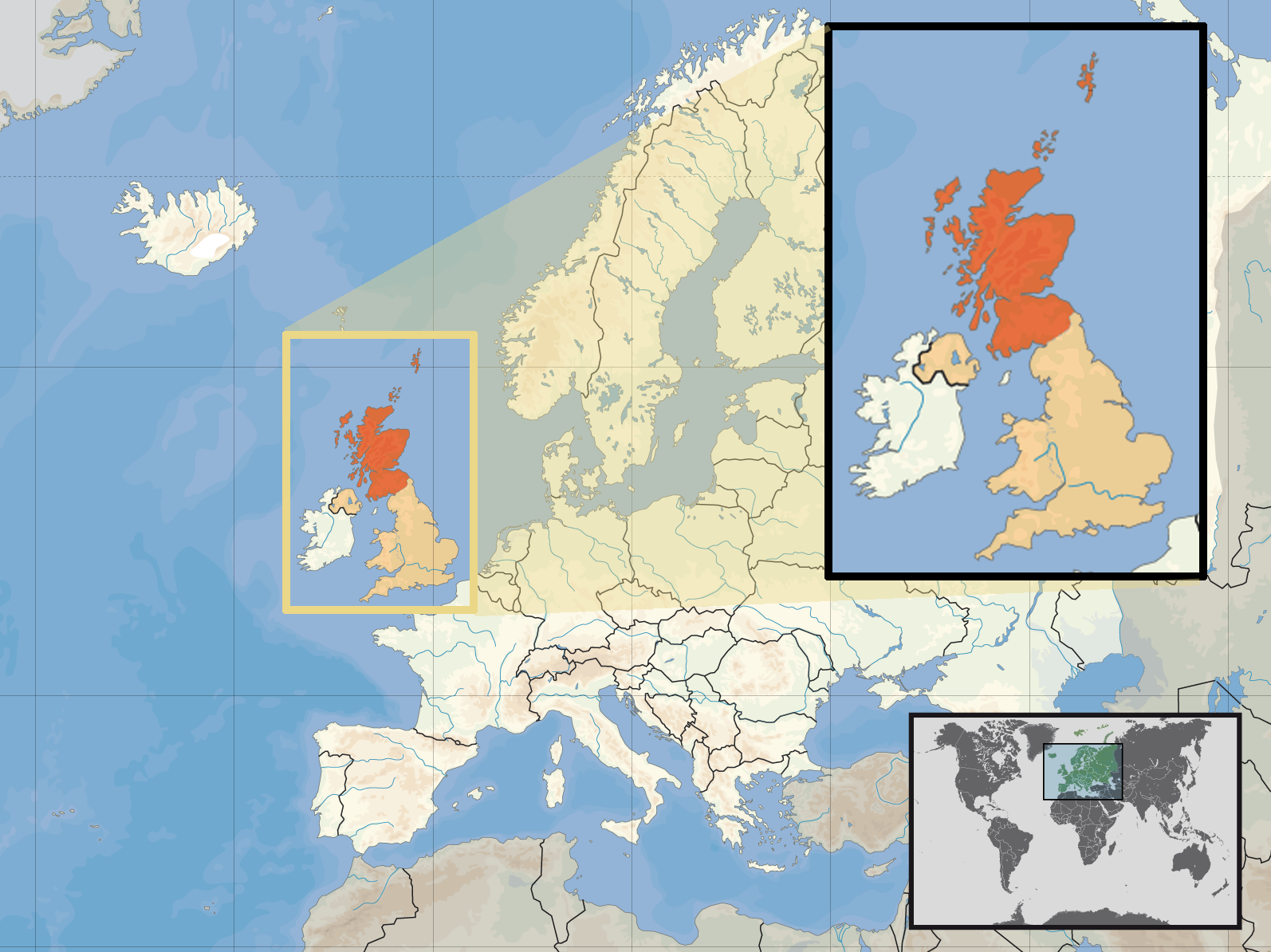
Situació d'Escòcia (color roig). El nord de l'illa de Gran Bretanya és la part principal quant a extensió. Les illes a l'oest són conegudes com a Hèbrides, les immediatament al nord són les Illes Òrcades, i també al nord són les Illes Shetland

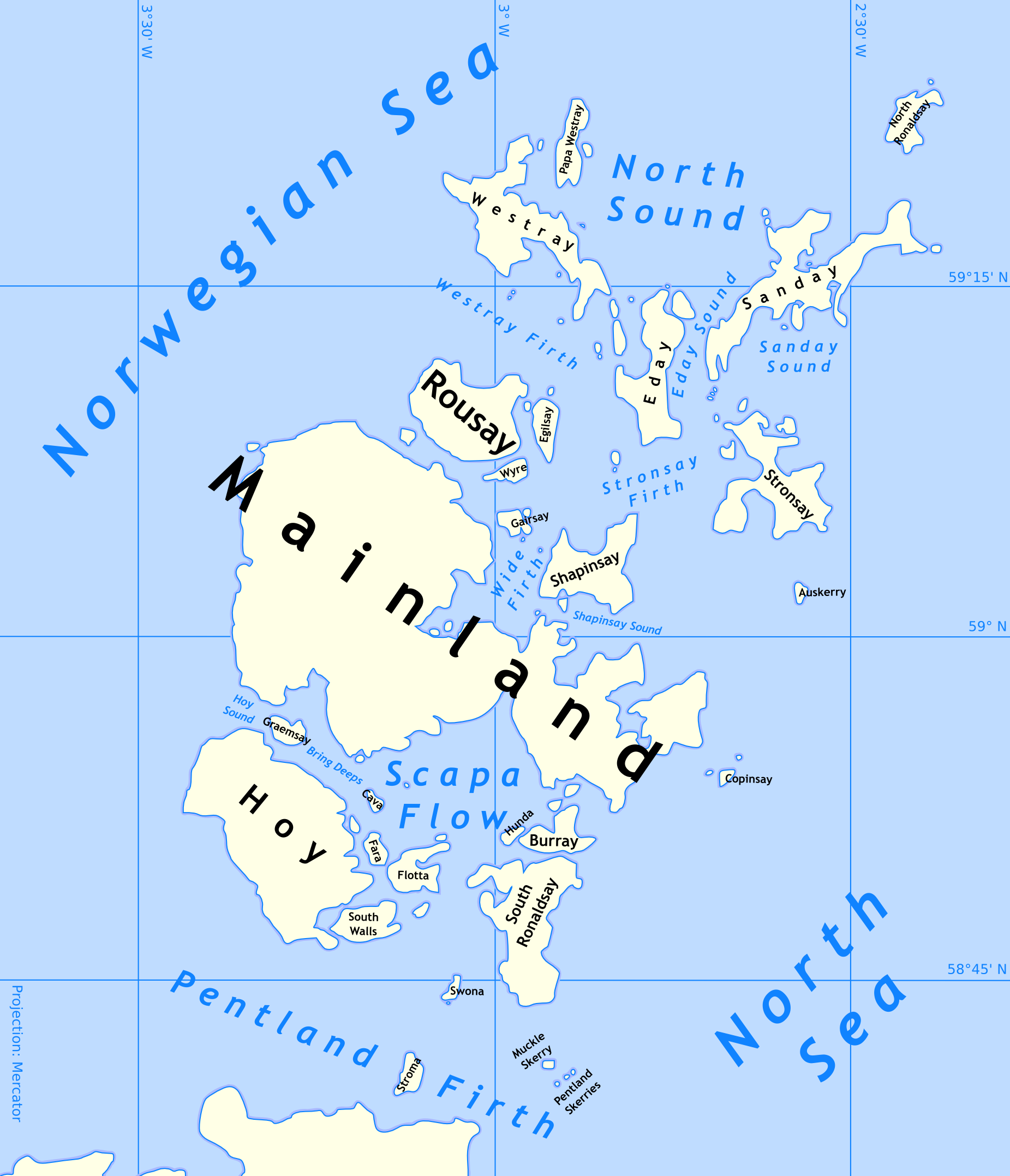
Mapa detallat de les Illes Òrcades. El territori a la part inferior és el nord de l'illa de Gran Bretanya

Les Òrcades prehistòriques (en anglès Prehistoric Orkney) es refereix al període d'ocupació humana de l'arxipèlag escocès de les Òrcades en la darrera part de la seua prehistòria. El període prehistòric previ a l'ocupació pel gènere Homo és part de la geologia escocesa. Encara que alguns registres escrits es refereixen a les Illes Òrcades durant la invasió romana d'Escòcia, la prehistòria al nord d'Escòcia no acaba fins al començament del període històric primerenc, a l'any 600.
Hi ha nombroses restes prehistòriques importants a les Illes Òrcades, especialment des del Neolític, quatre de les quals formen un lloc declarat Patrimoni de la Humanitat. Hi ha diverses raons per a aquesta abundància de registres arqueològics. El jaç de gres proporciona un material fàcilment utilitzable per a l'elaboració d'eines de pedra i l'arena moguda pel vent ha ajudat a conservar alguns llocs. La relativa falta d'industrialització i la baixa incidència de l'agricultura també han ajudat a conservar aquests antics monuments. Les tradicions locals, basades en la por i la veneració d'aquestes antigues estructures (potser actituds heretades del període de l'ocupació nòrdica) deuen haver ajudat a mantenir-ne la integritat estructural.
La prehistòria es divideix convencionalment en una sèrie de períodes més curts, però la diferenciació d'aquestes èpoques de la història humana és una tasca complexa: els límits són incerts i els canvis entre ells graduals. El Paleolític va durar fins a la retirada del gel, el Mesolític fins a l'adopció de l'agricultura, i el Neolític fins al començament de la metal·lúrgia. Alguns jaciments abasten llargs períodes i, en particular, les diferències entre el neolític i els períodes posteriors no són clares.
L'extraordinària riquesa de les estructures del Neolític no es correspon amb els períodes primerencs de l'edat del bronze, en què l'evidència d'ocupació humana és escassa o inexistent, o l'última part d'aquest període, que proporciona una relativa escassetat de proves. La posterior edat del ferro suposà la tornada a les construccions monumentals, sobretot de brochs.
S'hi practicaren excavacions formals a la fi del segle xviii i es començaren a veure les estructures implicades, de poc més que folklore, en l'actual ciència arqueològica. Aquests llocs es troben a l'illa principal de les Òrcades, Mainland, tret que s'especifique el contrari.

## Paleolític
Fins al moment no han estat trobades restes, a les Òrcades, de neandertals o d'Homo sapiens en els interglacials del plistocé. Els primers indicis d'éssers humans es donen després que el gel es retirara en l'XI mil·lenni ae i començara l'actual holocé. Des de llavors el paisatge de les Òrcades ha estat alterat per les dues forces: la humana i la natural. Al principi, el nivell del mar era més baix que ara pel gran volum de gel que quedava. Això significa que les Òrcades pogueren estar connectades a terra ferma, com l'illa de Gran Bretanya a l'Europa continental. Gran part de la conca de la mar del Nord també va ser terra ferma fins al 4000 ae: viatjar al nord d'Escòcia fora relativament fàcil per als primers colonitzadors humans. El consegüent aixecament isostàtic de la terra fa de l'estipulació de les costes postglacials una tasca complexa.

## Mesolític
El molt limitat registre arqueològic proporciona poca evidència de la vida del Mesolític a les Òrcades en particular i d'Escòcia al nord d'Inverness en general. Llocs de «dispersió lítica» a Seatter, Ettit Sud, Wideford Hill, Valdigar i al llac Stenness han proporcionat petites eines de pedra polida i resquills. Una pela d'avellana carbonitzada, recuperada durant les excavacions de Longhowe a Tankerness el 2007, ha estat datada de 6820-6660 ae. No hi ha proves, però, que indiquen si aquests llocs tingueren o no una ocupació permanent i tampoc s'han descobert fins hui enterraments mesolítics a Escòcia.
Un jaciment excavat a Stronsay ha proporcionat un miler de peces de sílex, i el que podria ser un campament temporal. Amb una datació del 7000 ae, o anterior, és l'assentament més antic trobat fins ara a les Òrcades.
Al voltant del 6000 ae, els corriments Storegga de la costa de Noruega produïren un tsunami que arribà a 20 metres per sobre del nivell normal de la marea alta, en alguns llocs, com ara les Illes Shetland. L'evidència generalitzada d'inundacions costaneres a partir d'una gran ona s'ha trobat tan al sud com Fife i l'impacte en les societats que vivien a les Òrcades durant el Mesolític degué ser considerable.

## Neolític

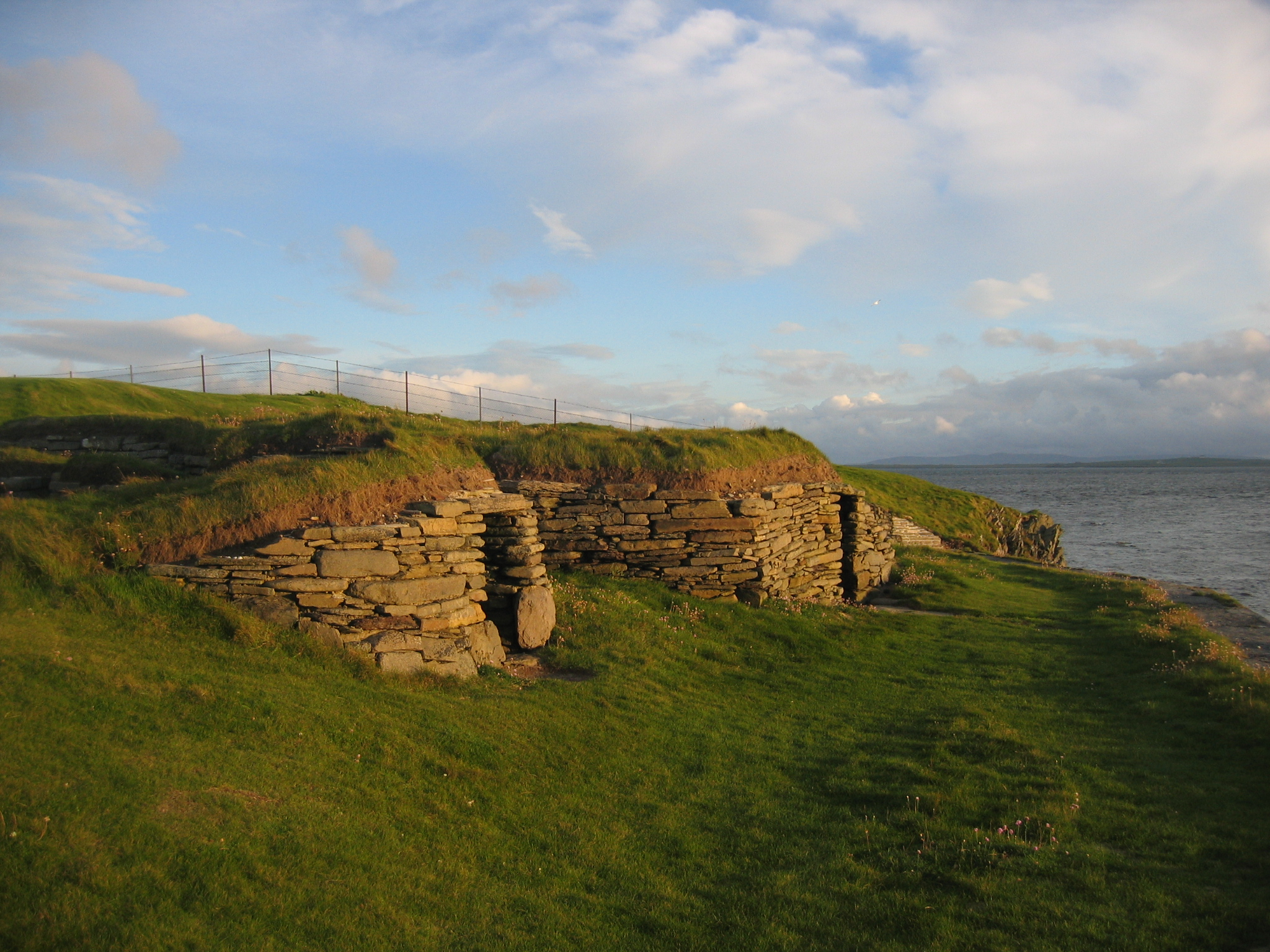
Murs de Knap de Howar cap al mar

El conjunt d'estructures monumentals del Neolític a les Òrcades no té parió al Regne Unit i l'illa Mainland proporciona un panorama complet de les característiques d'aquest període, en què noves societats complexes van veure un canvi radical respecte el tipus anterior, caçadors recol·lectors, ja que eren capaços de crear estructures importants. El Neolític a Escòcia es perllongà des de 4000 fins a 2200 ae a les Illes Òrcades, en conjunt: s'han identificat prop de 3.000 llogarets neolítics. Alguns arqueòlegs britànics han interpretat aquesta era amb dues fases diferents: el neolític inicial dominat pels estils regionals de la ceràmica i l'arquitectura, seguit d'un brusc canvi en el neolític final, o tardà, que es caracteritza per noves tradicions que es troben al llarg de les illes britàniques i incorporen estructures a major escala. A les Òrcades, hi ha evolució definitiva durant el Neolític, però els canvis són graduals i se solen basar en les idees anteriors en lloc d'aparéixer per formar dos períodes diferents. Els grans monuments del Neolític de les Òrcades foren construïts al mateix temps que el sorgiment de la cultura egípcia antiga, més de 500 anys abans de la construcció de la Gran piràmide de Gizah i gairebé un mil·lenni abans que les pedres sarsens de Stonehenge fossen erigides.

### Primers habitatges icairnsde cambra

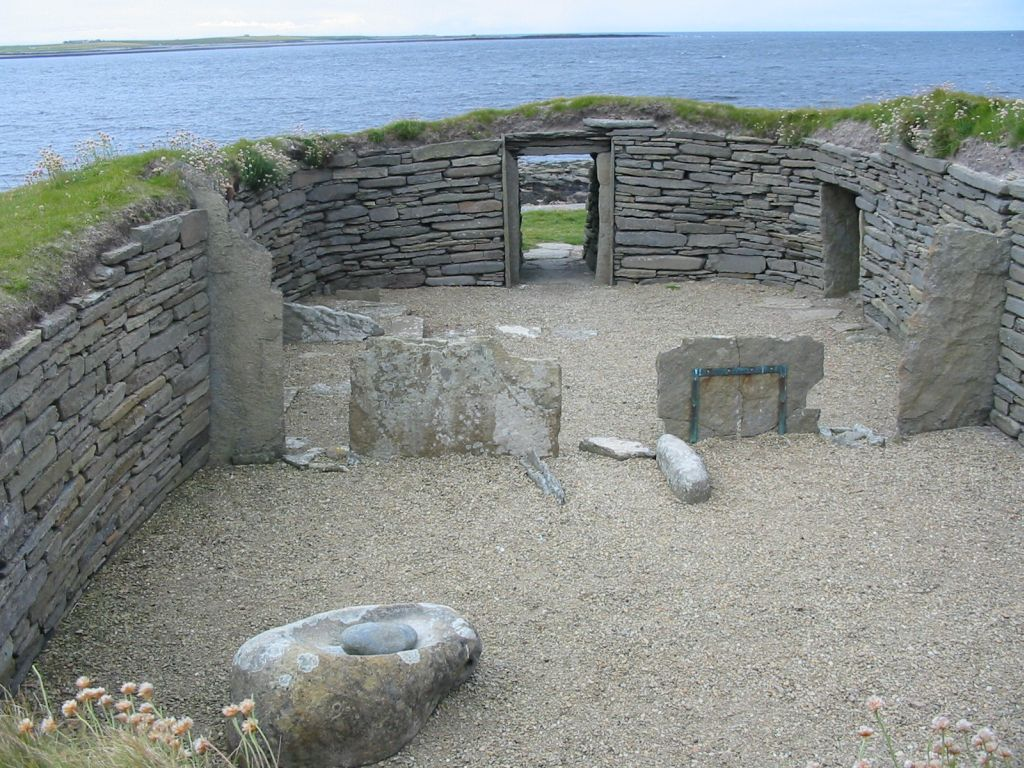
Interior de Knap de Howar, granja neolítica

La granja neolítica de Knap de Howar és, probablement, la més antiga conservada al nord d'Europa. Situada a l'illa de Papa Westray (podria haver estat unida a la propera Westray a principis del Neolític), el mas es compon de dos edificis rectangulars de cantonades arredonides adjacents de grosses parets amb portes baixes i connectades per un passadís. Aquesta estructura fou habitada durant 900 anys a partir del 3700 ae, però fou construïda en l'emplaçament d'un assentament encara més antic. Es trobaren al lloc peces de terrissa unstan, descobert en la dècada de 1920 arran dels vendavals i marees que assotaren la costa.
L'assentament de Barnhouse és un grup de, almenys, quinze edificis, incloent-hi un que s'utilitzaria per a reunions comunals, ocupat entre 3200-2950 ae. El disseny de les cases, construïdes sobre el nivell del sòl, inclou una llar central, amb una cavitat com a llit i aparadors de pedra. Hi ha una xarxa de drenatges de pedra que condueix a una rasa comuna. S'hi ha trobat ceràmica acanalada, pedres i eines de pedra, i tres bols de resinita, que deuen provenir de l'illa d'Arran.

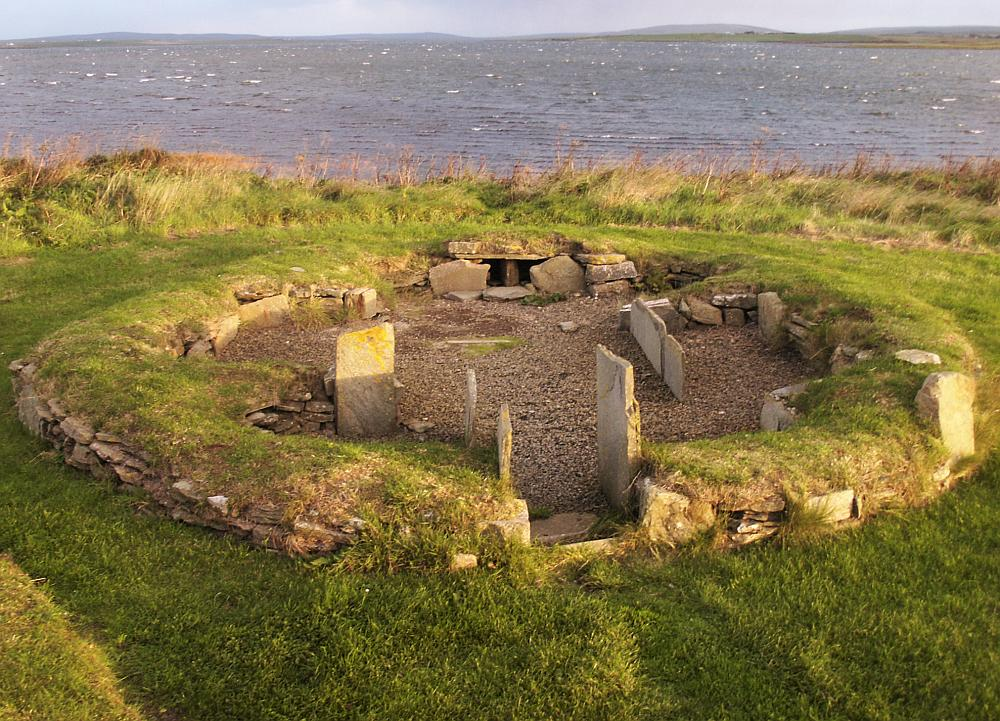
Casa 3 del poblat de Barnhouse, amb el llac Harray darrere

Skara Brae es compon de deu cases i és el poblat neolític més complet del nord d'Europa. Els habitatges estan construïts amb gruixuts murs de pedra seca. Ocupat entre 3100-2500 ae, les cases són semblants a les de Barnhouse, però estan unides per passatges comuns i foren construïdes en un gran femer que conté cendres, ossos, petxines, pedres i residus orgànics. Només els sostres, que foren recolzats, probablement, sobre fustes o ossos de balena, haurien estat visibles des de l'exterior. Els aparadors de pedra es construïren de manera que dominaven la vista en entrar a la casa, que era per una porta baixa; també hi ha petròglifs de significat desconegut en algunes pedres de les cases i passatges. Una gran varietat de grans d'os, agulles i penjolls i quatre boles de pedra tallada també aparegueren al lloc, que es descobrí després d'una tempesta en l'hivern de 1850, que arrencà l'herba de la duna que la cobria. La majoria de les ruïnes pertanyen a una fase secundària de construcció, amb les bases de la primera fase en gran part oculta a la vista.
Els dos tipus principals de cairns amb cambra en aquestes illes són: el tipus Òrcades-Cromarty, amb una cambra funerària a la qual s'accedeix per un passadís baix i sol dividir-se en «llocs» per lloses de pedra en posició vertical; i el tipus Maeshowe, que es desenvolupà després, amb un disseny cruciforme i un corredor allargat.
L'illa de Rousay té un important nombre de jaciments prehistòrics: inclou quinze tombes i és coneguda com l'«Egipte del nord». El cairn amb cambra de Midhowe a la costa occidental de l'illa n'és el millor exemple. Les parets exteriors de grans pedres d'aquest enterrament cobert per un monticle tenen una alçada superior a una persona i les pedres que el formen estan disposades en un patró d'espiga. Les cambres interiors, d'estil senzill i per a dos o tres llocs, foren més tard ampliades per incloure dotze compartiments separats i disposats al llarg del passatge de 23 m. Hi ha altres tombes importants a Blackhammer, Taversoe Tuick i Yarso.
L'ampliació i l'elaboració de cairns funeraris en el neolític tardà és un fet que es troba en tota Escòcia, i el pas de la tomba privada i simple a estructures més grans, algunes amb entrades, pel que sembla dissenyades per a reunions públiques, poden estar vinculades a l'aparició de complexos cerimonials a escala del paisatge. Altres tombes de cambra d'importància són les d'Unstan i Bookan a l'illa principal i la d'Holm de Papa Westray.
Links de Noltland, lloc a la costa nord de l'illa de Westray, ha estat excavat des del 1980. El 2009 s'hi descobrí una figura en forma de pastilla, segurament tallada entre 2500-3000 ae, es creu que és la representació més antiga d'un rostre humà trobat a Escòcia. La cara té dos punts per als ulls, celles espesses, un nas allargat i un patró repetit en el cos podria representar la roba. L'arqueòleg Richard Strachan la va descriure com una troballa d'«increïble raresa».

### Cor neolític de les Òrcades

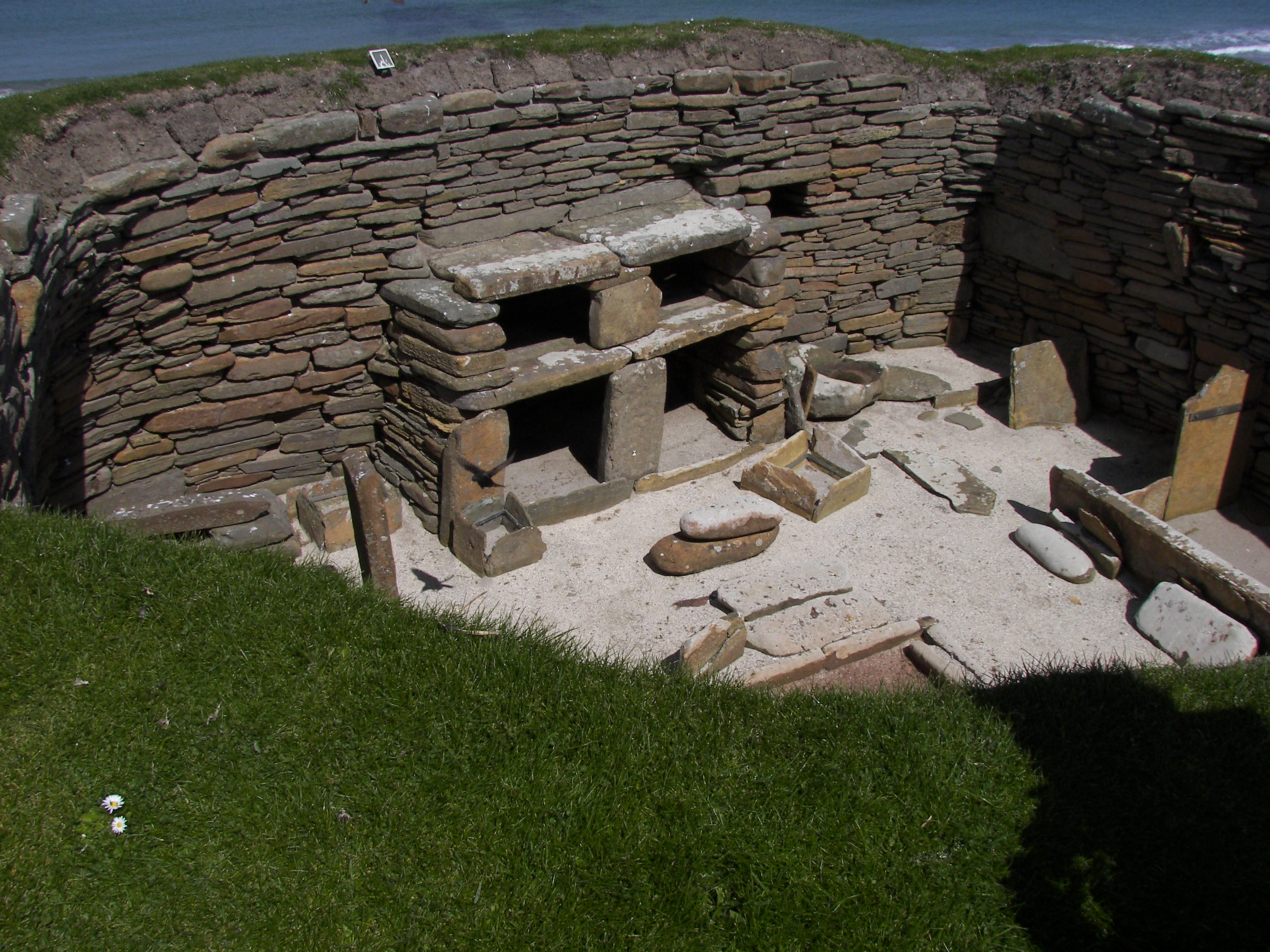
Un aparador de pedra a Skara Brae

Skara Brae, Maeshowe, l'anell de Brodgar i les pedres de Stenness formen el lloc Patrimoni de la Humanitat anomenat per la UNESCO Cor neolític de les Òrcades, que va ser-hi inscrit el 1999. Situat a la part occidental de l'illa Mainland de les Òrcades, aquesta petita àrea ha proporcionat un ric patrimoni arqueològic en un lloc que està relativament allunyat dels principals centres de població d'Escòcia i d'altres parts d'Europa amb gran densitat d'habitants. Les Illes Òrcades no han estat sempre igual. Hi ha una gran quantitat d'evidències que suggereixen que una part de les illes més petites de les britàniques desenvoluparen una societat avançada en el neolític. També és clar que, si bé el flux d'idees i tecnologies a Gran Bretanya s'ha donat sovint des del sud cap al nord, en aquest moment les Òrcades exerciren un paper important en el desenvolupament de la cultura neolítica britànica.
També hi ha la possibilitat que les diferències tribals formaren part del paisatge cultural del Neolític. La terrissa d'Unstan s'associa amb petits assentaments com Knap de Howar, i les tombes compartimentades, com Midhowe. La de Grooved, per contra, se sol associar a assentaments més grans, com Skara Brae i Barnhouse, i amb el tipus de tomba Maeshowe.

#### Maeshowe
Datat del 3000 ae, Maeshowe és un gran cairn amb cambra i sepultura de corredor. Howe és l'element d'un nom, en nòrdic antic, i la paraula haugr significa 'monticle' o 'túmul', és comú al llarg de les Òrcades. El monticle d'herba amaga un complex de passatges i cambres construïdes amb lloses de gres curosament elaborats que té pocs iguals en l'Europa prehistòrica. A més, s'orienta de manera que la paret posterior de la cambra central, un cub de 4,5 metres cúbics, s'il·lumina en el solstici d'hivern. Li dona nom al tipus Maeshowe de cairns de cambra, que inclouen altres llocs importants com Cuween Hill, Quanterness i Wideford Hill, i Quoyness a Sanday.

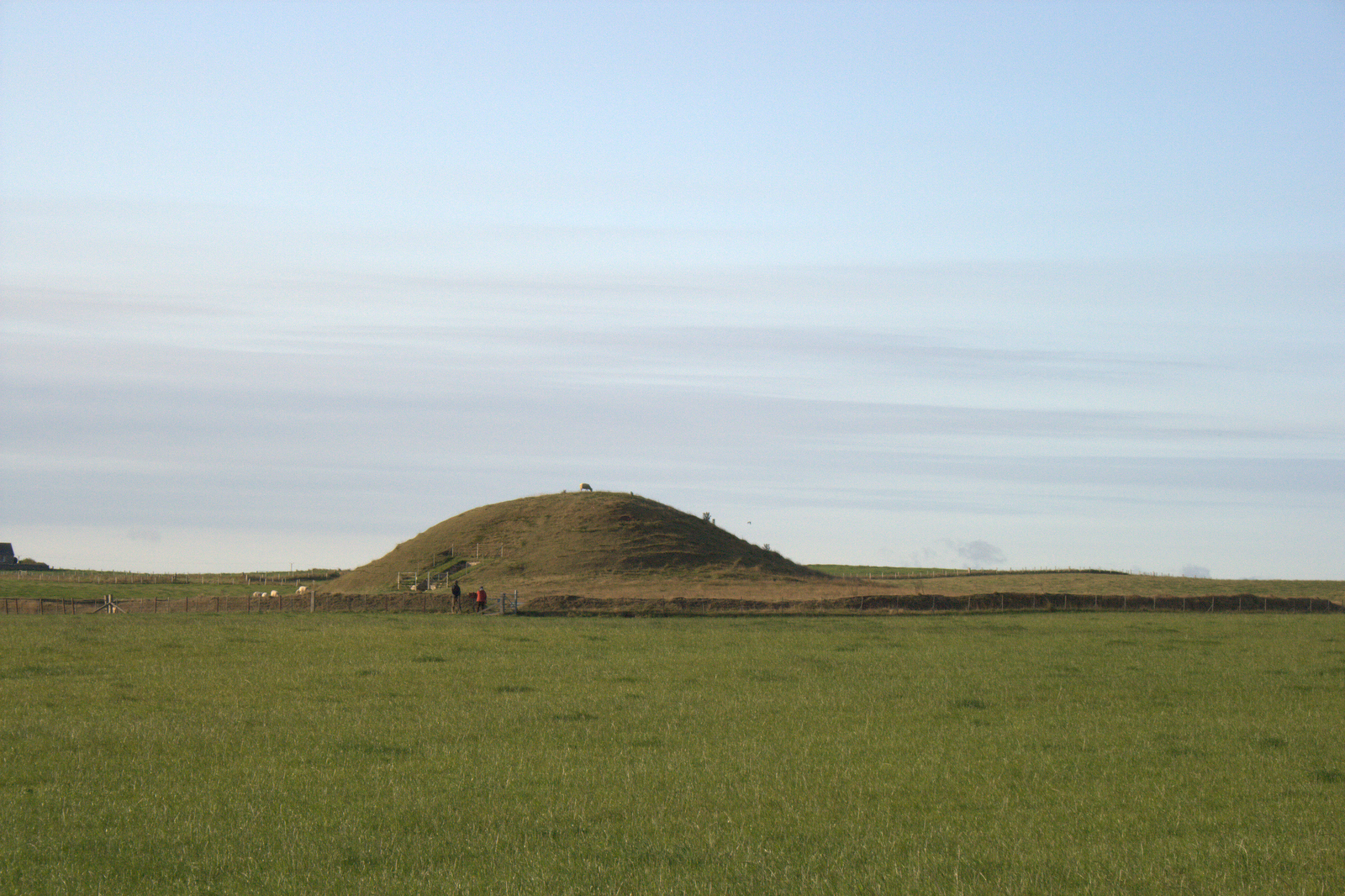
Maeshowe, cairn amb cambra

Després que va caure en desús durant l'edat del bronze, Maeshowe fou reobert i utilitzat segles més tard pels vikings entre el IX i el XII de la nostra era. Els escandinaus deixaren una sèrie d'inscripcions amb runes a les parets de pedra de la cambra, algunes de les quals foren escrites per un grup de croats en l'hivern de 1153-1154. Més de trenta inscripcions segueixen sent una de les majors col·leccions d'aquest tipus a Europa.

#### Anell de Brodgar

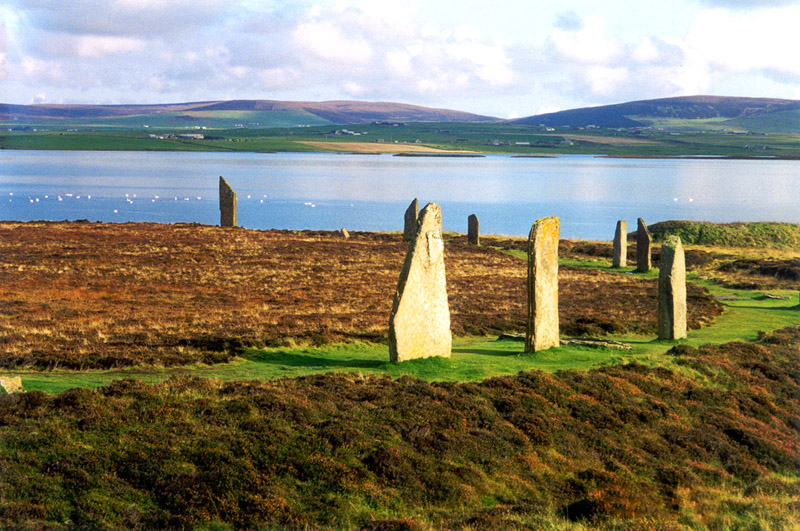
L'anell de Brodgar, a l'illa Mainland de les Òrcades

L'anell de Brodgar és un henge i cromlec de 104 m de diàmetre, compost originàriament per 60 pedres (de les quals només 27 romanen dempeus), tancades per una rasa circular de 3 m de profunditat i 10 m d'ample. Algunes de les pedres conservades tenen 4,5 m d'altura i es calcula que només la rasa necessitaria 80 mil hores-persona per construir-se. L'anell es troba en un petit istme entre els llacs Stennes i Harray, i es pensa que el construïren entre 2500 i 2000 ae.
Les excavacions de l'Orkney College al jaciment proper lloc de Ness de Brodgar, entre l'anell i les pedres de Stenness, han revelat diversos edificis rituals i domèstics, i els treballs suggereixen que és probable que n'hi haja més als voltants. Una de les estructures sembla de 20 m de llarg per 11 d'ample. També s'hi han descobert ceràmica, ossos, eines de pedra i caps de maça de pedra polida. Tal vegada la troballa més important foren les restes d'un mur de pedra que pogué haver estat de 100 m de llarg i 4 d'ample o més. Sembla que travessa tota la península i pot haver estat una barrera simbòlica entre el paisatge ritual de l'anell i el món material que l'envoltava.
El 2010 hi van desenterrar una roca de color roig, taronja i groc. Encara que s'havien trobat abans contenidors de pigments en indrets com Skara Brae, aquest fou el primer descobriment a Gran Bretanya, i possiblement al nord d'Europa, de l'evidència que els pobles neolítics usaven pintura per a decorar els edificis. Es creu que aquesta pintura primitiva la fabricarien amb mineral de ferro, barrejat amb greix animal, llet o ous. Una setmana després, se'n va descobrir a prop una pedra amb una ziga-zaga amb un patró de xebró pintat amb un pigment roig.

#### Roques de Stenness

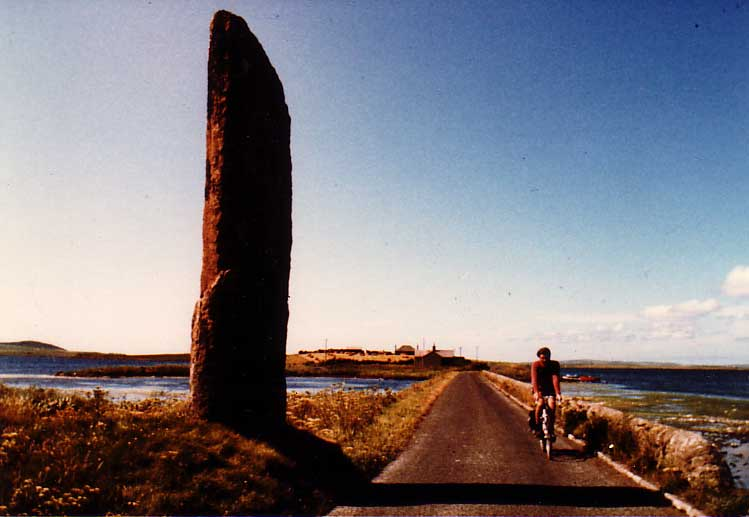
Una de les roques de Stenness exterior al cercle principal, denominada Pedra Rellotge (Watchstone)

Les pedres de Stenness són un conjunt megalític del qual resten quatre menhirs d'un cromlec, el major dels quals és de 6 m d'alt, envoltats per un henge. El lloc deu datar del 3100 ae, una de les dates més primerenques per a un cromlec de qualsevol lloc de Gran Bretanya. Les pedres són part d'un paratge que tenia un significat ritual important per a la «gent de la ceràmica acanalada». L'Anell de Brodgar es troba a 1,6 quilòmetres al nord-oest, i Maeshowe és a una distància semblant cap a l'est. Barnhouse és a només 150 m cap al nord.
Els actuals megàlits foren originàriament part d'un cromlec en forma el·líptica, de 12 pedres, de 32 m de diàmetre envoltat per una rasa que seria de 2 m d'ample i 7 m de profunditat i amb una única entrada per una calçada al costat nord que mira cap a al poblet de Barnhouse. La «Pedra Rellotge» es troba fora del cercle, cap al nord-oest, i és de 5,6 m d'alt. Altres pedres més petites, inclosa una de quadrada com un enorme fogó posat al centre del cercle, juntament amb ossos de bestiar boví, ovelles, llops i gossos trobats a la rasa, suggereixen sacrificis rituals i banquets.
Fins a una època tan tardana com el s. XVIII el lloc estava associat a tradicions i rituals, en aquells dies en relació amb els déus nòrdics. La «pedra d'Odin» fou perforada amb un clot circular, i la usaven les parelles locals per prometre's agafant-se les mans a través del buit. A començaments del s. XIX un terratinent local i immigrants nouvinguts a les Òrcades decidiren llevar les pedres, que havia utilitzat la gent local per a parcel·lar les terres. Començaren al desembre de 1814 trencant la pedra d'Odin. Això causà indignació i va ser detingut el malfactor després de destruir una altra pedra i haver-ne enderrocat una altra. La pedra caiguda es tornà a erigir el 1906 junt amb algunes reconstruccions inexactes dins del cercle.

### Altres llocs del Neolític final

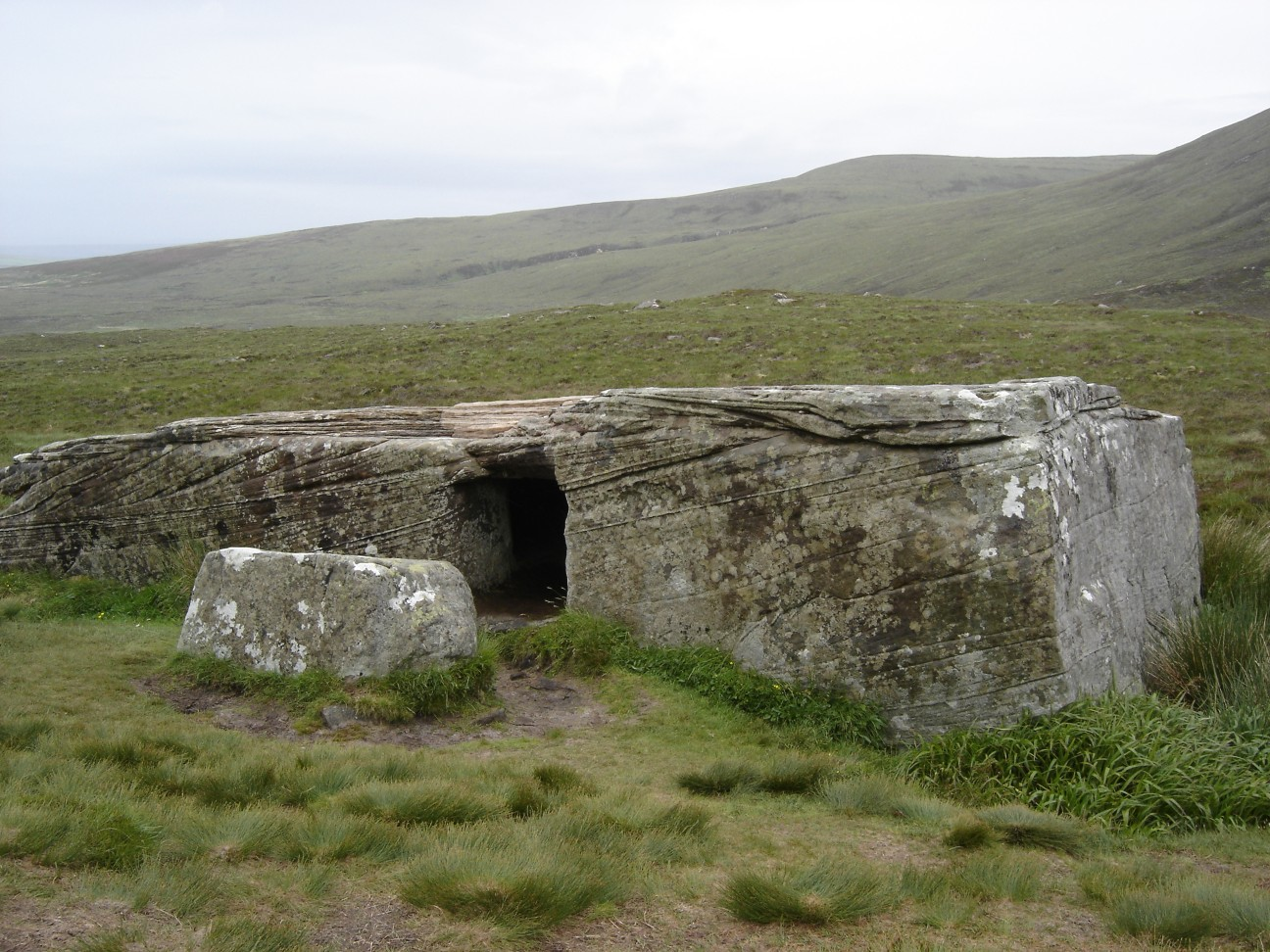
Dwarfie Stane, cambra sepulcral tallada en un gegantesc bloc de pedra

El cairn amb cambra d'Isbister, conegut popularment com la «tomba de les Àguiles», es troba als penya-segats de Ronaldsay del sud: estigué en ús almenys durant 800 anys, des de 3150 ae, i té cinc compartiments separats i tres cambres laterals. 16.000 ossos humans s'hi trobaren durant les excavacions, així com 725 ossos d'aus, sobretot d'àguila marina de cua blanca i més de 25 k de fragments de ceràmica.
La tomba de Dwarfie Stane a l'illa d'Hoy es feu amb un gran bloc únic de gres roig, amb una cambra central excavada. Aquest estil és molt diferent dels altres llogarets neolítics de les Òrcades i deu datar del 2500 ae. Fou el primer monument antic d'aquestes illes que es va descriure per escrit, ja que apareix al s. XVI en la Descriptio Insularum Orchadiarum de Joannem Ben, que explicà la seua existència com si hagués estat construït i utilitzat per gegants.

## Edat del bronze
L'edat del bronze a Escòcia es perllongà del 2200 al 800 ae i el nord d'Escòcia ha produït una escassetat relativa de restes d'aquest període en comparança amb el Neolític i més tard l'edat de ferro. Això pot deure's en part a la deterioració de les condicions meteorològiques en el segon mil·lenni ae. A les Òrcades, poques estructures grans de pedra es construïren en aquest període: els enterraments es realitzaven en petites cistes allunyades dels grans llocs megalítics i la nova cultura del vas campaniforme hi començà a dominar. Els grans cercles cerimonials, però, es continuaren utilitzant conforme la metal·lúrgia del bronze s'introduïa lentament a Escòcia des d'Europa durant un llarg període. A partir del 1000 ae es pot parlar d'una cultura cèltica a Escòcia, encara que la naturalesa de la civilització cèltica de les Òrcades i la seua relació amb els seus veïns continua sent prou desconeguda.
A més de diversos llocs de Mainland com Knowes de Trotty, Kirbuster Hill i l'impressionant monticle de Plumcake, prop de l'anell de Brodgar, hi ha diverses estructures de l'edat del bronze en altres illes com Tofts Ness a Sanday, Warness a Eday, les restes de dues cases a Holm de Faray, un monticle cremat i una granja a Auskerry.

## Edat del ferro

### Edat del ferro primerenca
L'edat del ferro ofereix nombroses i importants restes d'edificis. En les excavacions de la dècada de 1970 a Quanterness, prop de la ubicació de la tomba de cambra neolítica, va aflorar una casa circular atlàntica (en anglés Atlantic roundhouse), construcció típica i única d'Escòcia. Aquesta es construí al 700 ae, amb pedra d'un edifici més antic que havia caigut en desús uns dos mil·lennis abans.

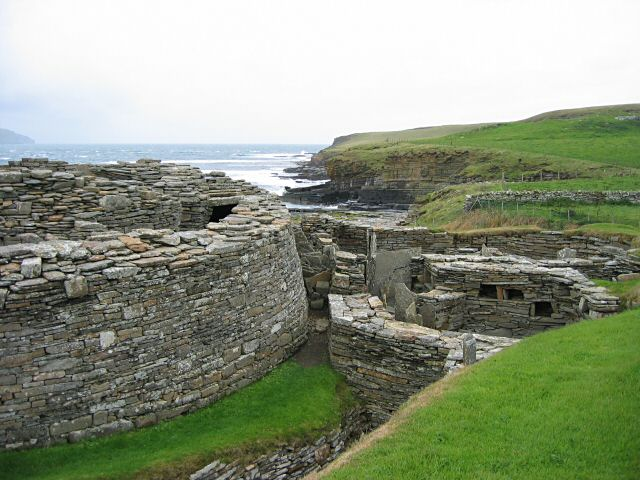
Broch Midhowe a la costa oest de Rousay

Nombroses troballes semblants han aparegut, per exemple, Bu a Mainland i al planter Pierowall de Westray. Hi ha, també, impressionants brochs. Aquestes importants torres de pedra s'expandiren a partir de la tradició de la casa circular al nord i oest d'Escòcia, els murs del qual de pedra seca deurien arribar a 13 m d'alçada. Malgrat que les Òrcades no tenen torres broch, diversos llocs importants excavats tenen associats molts edificis formant un «llogaret broch».
El broch de Midhowe es troba prop del cairn amb cambra del mateix nom a Rousay. Sembla que hi ha hagut almenys dos períodes d'ocupació i en algun moment s'afegiren contraforts fora del mur, la qual cosa suggereix que l'estructura necessitava aquest suport. És un dels onze llocs amb broch a banda i banda de l'estret d'Eynhallow. El broch de Burroughston a l'illa de Shapinsay fou construït en la segona meitat del primer mil·lenni ae, i excavat a mitjan s. XIX. El seu revestiment de terra està intacte i permet als visitants contemplar el broch des de dalt. Les parets són de 4 m d'espessor en certs llocs i hi ha una cambra completa al passatge d'entrada. Les restes de mobles de pedra són evidents a dins.

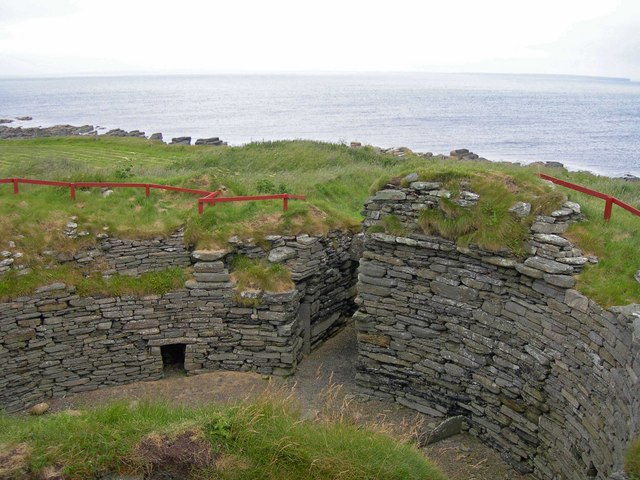
Broch de Burroughston, a Shapinsay

La Mina Howe, que es troba prop de Tankerness a la parròquia de St Andrews, és un soterrani prehistòric artificial, una cambra excavada de 7 m de fondària dins d'un gran monticle. El seu propòsit no és conegut. Les parets estan revestides amb pedres i formen un arc sobre la cavitat i unes escales escarpades duen a un pis de pedra. L'entrada és a la part superior del pujolet, i hi ha una rasa que l'envolta i evidències de sofisticats treballs de metall en tot el llogaret. Un enterrament a Rennibister consisteix en una cambra oval amb una teulada voladissa sostinguda per pilars. Malgrat que aquestes estructures solen estar associades a l'emmagatzematge d'aliments, aquest lloc és una reminiscència de les tombes amb cambres del Neolític. Les excavacions revelaren 18 esquelets humans.
Els wheelhouses són edificis de pedra de l'edat del ferro tardana i inclouen una paret exterior en què un cercle de pilars de pedra (que semblen els radis d'una roda) formen la base de la llinda d'arcs que suporten la teulada voladissa amb un fogó al centre. Vuit jaciments se n'han identificat a les Òrcades, encara que l'estil és diferent del de les Shetland i les Hèbrides Exteriors. Els llocs de les Òrcades són: quatre a Sanday, un a Calf of Eday, un a Hillock de Burroughston a Shapinsay i dos a Mainland, el broch de Burrian i el de Gurness.

### Influència de Roma
En un breu interval de temps les Òrcades passaren de la prehistòria a la protohistòria. L'explorador grec Píteas visità Gran Bretanya entre 322 i 285 ae. En el seu En l'oceà es refereix al punt més al nord com les Orques, possiblement una referència a les Illes Òrcades.

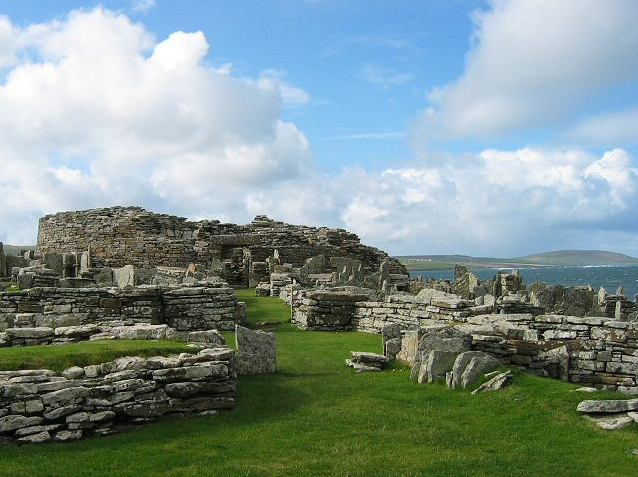
Broch de Gurness a Mainland

Sorprenentment, el primer registre escrit d'una connexió formal entre Roma i Escòcia és la presència del «rei de les Illes Òrcades», que fou un dels onze reis britànics que es presentà a l'emperador Claudi a Colchester l'any 43 després de la invasió del sud de Gran Bretanya tres mesos abans. Les grans distàncies i curt període involucrat suggereixen una connexió prèvia entre Roma i les Òrcades, tot i que no se n'ha trobat cap prova i el contrast amb la posterior resistència caledònia a Roma és notable. Pomponi Mela, geògraf romà, recollí en De Chorographia, escrit c. del 43 de, que hi havia trenta illes Òrcades. Sens dubte hi ha evidència d'una connexió de les Òrcades amb Roma abans de l'any 60 per ceràmica trobada al broch de Gurness, i monedes romanes de l'I i II segle s'han trobat al broch de Lingro.
La presència romana a Escòcia no fou gaire més que una sèrie de, relativament, breus interludis d'ocupació militar parcial. Com la influència romana a Escòcia minvà a partir del 211, les Òrcades desaparegueren de la història una altra volta, i la forma de vida de l'edat del ferro cèltic hi continuà sense grans canvis.

### Domini picte

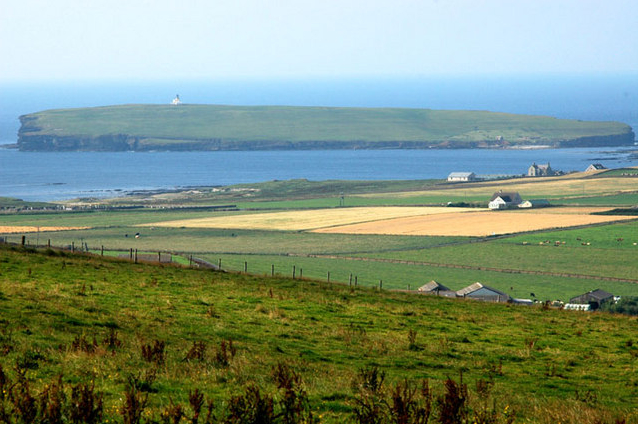
L'illot mareal de Brough de Birsay

Als segles següents a les incursions de Roma el territori escocés de les Òrcades fou, almenys per un temps, part del Regne picte. Molt poc se sap sobre aquest poble a les Òrcades: els vestigis arqueològics principals són símbols gravats en pedres. Un dels millors exemples se'n troba a Brough de Birsay, on es mostren tres guerrers amb llances i beines d'espasa junt amb els símbols tradicionals dels pictes. Aquesta petita illa té una llarga història d'assentament que continuà en el període dels nòrdics.
El biògraf de Columba de Iona, el també sant Adamnà, afirmava en els seus escrits del s. VII que hi havia gent de les Òrcades en la cort de Bridei I. Els descrigué com a «ostatges», la qual cosa podria implicar relacions difícils entre les Òrcades i el rei. Es trobà un cementeri picte als terrenys de Skaill House (al costat de Skara Brae) el 1996.
El cristianisme probablement arribà a les Òrcades al segle vi i va sorgir l'autoritat de l'Església organitzada al s. VIII. La fusaiola trobada en un lloc picte de Birsay és un atuell amb inscripcions en ogam, la interpretació de les quals ha causat controvèrsia, encara que ara se sol considerar d'origen irlandès i cristià. Una evidència associada a l'Església de sant Bonifaci a Papa Westray suggereix que aquesta illa fou la seu del bisbat cristià de les Òrcades en temps dels pictes. Al s. VIII començaren les invasions vikingues de la costa escocesa i arribà una nova cultura i idioma a les Òrcades. L'era dels nòrdics ha proporcionat una gran varietat de registres escrits, la important Saga Orkneyinga entre d'altres, i en aquest punt de l'arxipèlag emergeix plenament l'era històrica.

## Història de l'arqueologia de les Òrcades
Les primeres excavacions formals es van registrar el 1795 en Estadística d'Escòcia sobre el jaciment d'Earl's Knoll ('monticle del Comte') de l'illa Papa Stronsay. Igual que amb Dwarfie, se suposà que era la tomba d'un gegant. Poc després d'això, s'encetà el treball sobre «Construccions pictes» (per exemple, tomba de cambra) a Quanterness, però no va anar més enllà d'unes marcacions fins a mitjan s. XIX. F. W. L. Thomas, capità de la Marina Reial britànica, publicà The Celtic Antiquities of Orkney (Antiguitats cèltiques de les Illes Òrcades), al 1852, en què enumerava diversos llocs d'interés per a «antiquaris». Una dotzena de tombes de cambra es van estudiar entre 1849 i 1867 per James Farrer, R. J. Hebden i G. Petrie. A part de treballar a Unstan, prop de Stromness, va haver-hi un recés en els treballs durant sis dècades. Després, a partir de la dècada de 1920, el treball es reprengué amb l'assistència de la Comissió reial sobre Monuments Antics i Històrics d'Escòcia i el Ministeri de Treball. El més eminent arqueòleg que hi treballà, en aquesta època, fou Vere Gordon Childe. Participà en les excavacions de Skara Brae i Rinyo, però només quan un fragment de terrissa fou descobert en l'últim lloc és quan comprengueren que aquests jaciments dataven del Neolític, en lloc de l'edat del ferro. Altres 18 tombes foren excavades abans de 1950, incloent-n'hi cinc a Eday i una a Calf of Eday i al 1960 les línies generals d'una comprensió moderna de la prehistòria de les illes havien sorgit. L'adveniment de la datació per radiocarboni permeté establir-ne dates i refutà les teories anteriors que les tombes de cambra de les Òrcades s'havien desenvolupat a partir d'estructures semblants que es trobaven a l'est de la Mediterrània, com les construïdes pels minoics, quan va quedar clar que les primeres eren anteriors a aquestes últimes amb un marge considerable.